# Forte do Guincho
O Forte do Guincho, também denominado como Forte das Velas, localiza-se em posição dominante sobre a praia do Abano, na freguesia de Alcabideche, Município de Cascais, Distrito de Lisboa, em Portugal.
Foi classificado como Imóvel de Interesse Público através do Decreto nº 129 de 29 de Setembro de 1977.
Actualmente em ruínas, encontra-se em estudo projecto para a sua requalificação e aproveitamento como centro de interpretação do Parque Natural de Sintra-Cascais, por parte da Câmara Municipal.
Em 2016 o Estado pretende concessionar o edifício a privados com o compromisso de reabilitação, preservação e conservação por parte dos investidores.